# Comté de Cayuga
Le comté de Cayuga (en anglais : Cayuga County) est l'un des 62 comtés de l'État de New York, aux États-Unis. Le siège de comté est Auburn.

## Toponymie
Son nom fait référence à la tribu indienne des Cayugas, membre de la confédération des Iroquois.

## Géographie
Le comté est bordé au nord par le lac Ontario et à sa pointe sud-est par le lac Onondaga. Il couvre une superficie de 2 238 km2, dont 440 km2 d'eau.

## Population
La population du comté s'élevait à 76 248 habitants au recensement de 2020.
| Groupe                           | Comté de Cayuga | New York | États-Unis |
| -------------------------------- | --------------- | -------- | ---------- |
| Blancs                           | 92,5            | 66,8     | 72,4       |
| Afro-Américains                  | 4,0             | 15,9     | 12,6       |
| Métis                            | 1,8             | 3,0      | 2,9        |
| Autres                           | 0,9             | 7,5      | 6,4        |
| Asiatiques                       | 0,5             | 7,3      | 4,8        |
| Amérindiens                      | 0,4             | 0,6      | 0,9        |
| Total                            | 100             | 100      | 100        |
|                                  |                 |          |            |
| Hispaniques et Latino-Américains | 2,4             | 17,6     | 16,7       |